# Procandea monticola
Procandea monticola är en insektsart som beskrevs av Young 1968. Procandea monticola ingår i släktet Procandea och familjen dvärgstritar. Inga underarter finns listade i Catalogue of Life.